# Sakura no sono
Sakura no sono (櫻の園?), conosciuto anche con il titolo inglese The Cherry Orchard: Blossoming, è un film del 2008 diretto da Shun Nakahara.
Il soggetto è basato sull'omonimo manga di Akimi Yoshida. Si tratta del remake del film Sakura no sono, diretto dallo stesso Nakahara nel 1990.

## Trama
Momo Yūki è una liceale dal carattere ribelle che si trasferisce in un prestigioso istituto femminile dopo aver abbandonato una promettente carriera da violinista. Ha poco interesse nel farsi delle amiche nella nuova scuola, e il doversi sottoporre alle rigide regole imposte dall'istituto non fanno altro che aumentare il suo senso di frustrazione, situazione che rischia di causare problemi anche alla seria e responsabile rappresentante di classe Mayuko Akaboshi.
Dopo aver saltato la lezione, Momo si ritrova a girovagare per il cortile della scuola, ed è allora che si imbatte nel vecchio edificio scolastico adiacente. All'interno della stanza destinata alle attività del club di recitazione trova una copia de Il giardino dei ciliegi di Anton Čechov, venendo a sapere dall'insegnante Nisaburō "Zucchini" Suzuki che in passato l'opera veniva messa in scena dai membri del club di recitazione nell'ambito dei festeggiamenti per l'anniversario della scuola. La morte per suicidio di una dei membri, però, convinse l'istituto ad abbandonare questa tradizione.
Momo decide così di voler rimettere in piedi lo spettacolo, reclutando gli attori tra le sue compagne di scuola, tra le quali Aoi Ogasawara, atleta promettente e idolo della scuola grazie ai suoi modi di fare poco femminili. Successivamente al club si uniscono anche Midori, Nanami e la stessa Mayuko, quest'ultima determinata nel dimostrare di non essere così compassata come potrebbe sembrare.
Momo non ha idea di come dirigere uno spettacolo teatrale e quando Shū, un amico che suona in una rock band indipendente, le offre la visione di una vita meno soggetta a imposizioni e divieti, è tentata di abbandonare l'intero progetto. I suoi piani sembrano definitivamente naufragare quando la vicepreside Takayama proibisce l'esecuzione dello spettacolo, dopo avere scoperto che alcune delle alunne della scuola passavano le ore serali a provare le scene dello spettacolo piuttosto che concentrarsi nello studio. È proprio questo episodio che compatta ancora di più il gruppo delle ragazze, determinate a raggiungere il proprio obiettivo a ogni costo, anche a presentare l'opera al di fuori dell'istituto. Quando vengono scoperte a recitare per conto loro dall'insegnante Sakano, ex membro del club di recitazione, ella diventa il loro supervisore aiutandole a prepararsi al meglio e convincendo anche la Takayama a tenere lo spettacolo all'interno dell'istituto per la prima volta dopo undici anni.

## Accoglienza

### Critica
Secondo Mark Schilling del Japan Times, il film è una rielaborazione piuttosto che un semplice remake della versione del 1990, e il target a cui questo è rivolto è più ampio e include soprattutto la fascia adolescenziale. La storia inoltre si concentra più sulla preparazione alla messa in scena dell'opera di Čechov piuttosto che sui personaggi del film stessi, i quali presentano elementi stereotipati tipici dei manga, dalla studentessa ribelle alla brava ragazza repressa, passando per la ragazza popolare perché brava negli sport. Lo stesso Schilling, tuttavia, giudica il film abbastanza ben fatto e il tentativo di rappresentare l'emozioni delle giovani ragazze attraverso la preparazione allo spettacolo ben riuscito.
La prova recitativa di Saki Fukuda, al suo primo ruolo da protagonista in carriera, viene giudicata da Schilling discretamente, evidenziando quanto la parte dell'adolescente ribelle le riesca bene, mancando tuttavia di dare al personaggio quel pizzico di determinazione e cattiveria che avrebbe giovato al film. Secondo Variety, d'altro canto, la Fukuda si accontenta di eseguire i dettami richiesti da Nakahara e non riesce a innalzare il livello del film con la sua prova.